# Hans Wyer
Pour les articles homonymes, voir Wyer.
Hans Wyer, né le 1er juillet 1927 à Viège et mort le 30 janvier 2012, est une personnalité politique suisse, membre du parti démocrate-chrétien.

## Biographie
Avocat et notaire de profession et rédacteur au Walliser Volksfreund, il s'engage très tôt en politique : sur le plan communal tout d'abord dans sa commune d'origine dont il est le président de 1960 à 1976, puis sur le plan cantonal avec son élection de 1965 à 1973, au Grand Conseil du canton du Valais.
Il est élu en 1967 au Conseil national en 1967 et préside cette assemblée au début de 1977. La même année, il démissionne de son mandat fédéral à la suite de son élection au Conseil d'État valaisan. À l'exécutif cantonal, il dirige successivement le Département des finances, puis le Département militaire et enfin le Département de l’énergie jusqu'en 1993. 
Il fut président du parti chrétien-social du Haut-Valais puis présida le PDC suisse de 1973 à 1984. Il fait paraître une thèse sur l'hydroélectricité à l'âge de 73 ans.

## Sources
- « Biographie de Hans Wyer », sur le site de l'Assemblée fédérale suisse.
- « Décès de l’ancien conseiller d’État Hans Wyer », Le Nouvelliste,‎ 30 janvier 2012 (lire en ligne)
- « Hans Wyer », sur wikivalais (consulté le 30 janvier 2012)
- article de Vital Darbellay, ancien conseiller national,  dans "La Politique", mensuel PDC de mars 2012, page 24.